# 최원 (후한)
최원(崔瑗, 77년 ~ 142년)은 후한 중기의 문장가로, 자는 자옥(子玉)이며 탁군 안평현(安平縣) 사람이다. 학자 최인의 아들이다.

## 생애
천문과 역학(易學)에 등통하였고, 마융(馬融), 장형(張衡)과 교류하면서 학문을 익혔다. 초서는 두탁(杜度)에게서 배웠다. 그의 저서로는 좌우명(座右銘)이 유명하다. 다른 저서 초서세(草書勢)는 위항(衛恒)의 사제서세(四體書勢)에 인용되었다.
한나라 후한 순제(順帝 재위 125~144) 무렵에 제북국(濟北國)의 재상이 되었지만, 이내 졸하였다.

## 저서
- 좌우명(座右銘)
- 초서세(草書勢)

## 같이 보기
- 최인
- 두탁
- 위황
- 마융
- 장형
- 후한 순제